# CHEK2
La serina/treonina proteína cinasa CHK2 (CHEK2) es una enzima serina/treonina proteína cinasa no especifica (EC 2.7.11.1). En humanos se encuentra codificada por el gen HGNC CHEK2 .

## Función
Regula los puntos de control del ciclo celular y la apoptosis en respuesta al daño en el ADN, particularmente roturas del ADN de doble cadena. Inhibe la fosfatasa CDC25C fosforilando la Ser-216 previniendo la entrada en la mitosis. También puede que participe en la meiosis. Regula al supresor tumoral TP53 a través de la fosforilación de Thr-18 y Ser-20. Fosforila la NEK6.

## Regulación
Utiliza como cofactor magnesio. Es fosforilada rápidamente en Thr-68 por MLTK en respuesta al daño del ADN y al bloque de replicación. La actividad de la cinasa también es regulada positivamente por la autofosforilación. Interacciona con PML. Es fosforilada por PLK4. Contiene un dominio FHA y un dominio proteína cinasa.

## Localización
Se localiza en el núcleo. Se expresa en un alto nivel en los testículos, bazo, colon y leucocitos de la sangre periférica. Se expresa en un bajo nivel en otros tejidos.

## Relevancia clínica
- Los defectos en CHEK2 están asociados con el síndrome de Li-Fraumeni 2 (LSF2). Es un fenotipo de cáncer familiar altamente penetrante asociado frecuentemente con mutaciones en el supresor tumoral TP53.[1]

- Los defectos en CHEK2 pueden ser causa de susceptibilidad al cáncer de próstata. Es un tumor maligno que se origina en los tejidos de la próstata. Muchos cánceres de próstata son adenocarcinomas que se desarrollan en los acinos de los conductos prostáticos. Otros tipos raros histopatológicos de cáncer de próstata que ocurren en aproximadamente el 5% de pacientes incluyen carcinoma de células pequeñas, carcinomas con mocos, carcinoma prostático ductal, carcinoma celular de transición, carcinoma de células escamosas, carcinoma de células basales, carcinoma adenoide cístico (basaloide), carcinoma de células tipo "signet-ring" y carcinoma neuroendocrino.[1]

- Los defectos en CHEK2 se encuentran en algunos pacientes con sarcoma osteogénico (OSRC).[1]

- Los defectos en CHEK2 son causa de susceptibilidad al cáncer de mama. Es un tumor maligno común que se forma en el tejido epitelial de las mamas. Los neoplasmas de las mamas pueden ser diferenciados por su patrón histológico. El carcinoma ductal invasivo es por mucho el tipo más común. El cáncer de mama es etiológicamente y genéticamente heterogéneo. Se han indicado factores genéticos importantes por ocurrencia familiar y participación bilateral.[1]